# Trận Hartmannswillerkopf

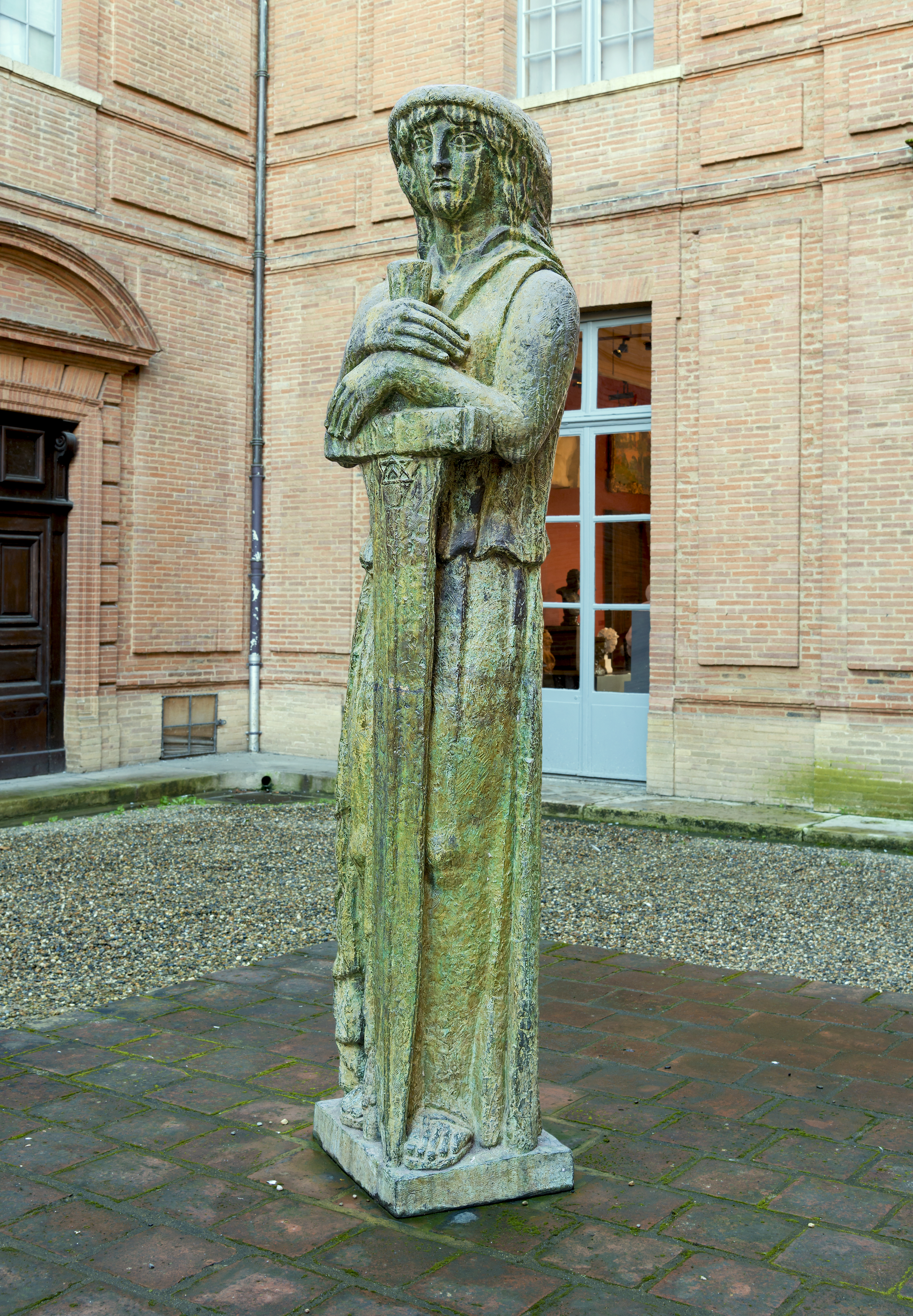
La Victoire de Hartmannwillerkopf

Trận Hartmannswillerkopf là một trận đánh trong cuộc Chiến tranh thế giới thứ nhất. đã diễn ra từ ngày 19 tháng 1 cho đến ngày 22 tháng 12 năm 1915 tại Hartmannswillerkopf (cao 956 m) – một mũi núi thuộc dãy Vosges, tọa lạc ở khu hành chính Haut-Rhin thuộc miền Alsace – một khu vực ngày nay là của Pháp nhưng thuộc về Đế quốc Đức khi chiến tranh bùng nổ. Trong trận chiến này, một chi đội của quân đội Đế quốc Đức dưới quyền chỉ huy của tướng Von Gaede đã giữ được Hartmannswillerkopf trước các cuộc tiến công dồn dập của bộ binh sơn chiến tinh nhuệ của Pháp. Dù chỉ là một mặt trận thứ yếu của cuộc "Đại chiến", tính tàn khốc của trận chiến này và thời tiết khắc nghiệt tại Vosges đã khiến cho sự ghê gớm của nó ngang tầm với những trận đánh nổi tiếng như Marne, Meuse và Somme. Cuộc giao tranh này đã mang lại cho mũi núi Hartmannswillerkopf biệt danh Vieil-Armand, cũng như tên gọi tắt phổ biến là HWK hay HK, ngoài ra nó còn được mệnh danh là "kẻ ăn thịt người".
Vào tháng 1 năm 1915, quân Đức đã đột chiếm Hartmannswillerkopf từ tay quân Pháp. Chỉ trong một thời gian ngắn, họ đã biến cao điểm này thành một pháo đài bất khả xâm phạm của họ. Sau đó, do ý định giành lại cao điểm của quân đội Pháp, hàng loạt cuộc giao tranh quyết liệt đã nổ ra giữa quân đội hai bên. Tình hình trở nên rất khó khăn cho quân Pháp: tinh thần dũng cảm của họ trong các chiến hào được đào một cách vội vã đã không thể thắng được các điều kiện thuận lợi cho việc tấn công và phòng ngự mà người Đức có được nhờ vào những nỗ lực. Các cuộc tấn công và phản công trong suốt năm 1915 đã khiến cho cả hai phe đều chịu thương vong cao. Mặc dù các lực lượng sơn chiến Chasseur (thuộc Tập đoàn quân Vosges và sau đó là Tập đoàn quân số 7 của Pháp, ở cánh cực hữu chiến tuyến phe Hiệp Ước) cuối cùng đã chiếm được cao điểm Hartmannswillerkopf từ tay các lực lượng Jäger của Đức, họ không thể thực hiện một cuộc đột phá nào. Cuối tháng 12, một đợt phản công của quân đội Đức đã tiêu diệt một trung đoàn Pháp và đẩy lùi đối phương về tuyến đầu của họ. Quốc hội Pháp sau đó đã ngăn cản mọi hoạt động quân sự địa phương vốn chỉ làm gia tăng thiệt hại của quân đội Pháp.
Những cuộc tàn sát các lực lượng tinh nhuệ của Pháp tại Vosges vào năm 1915, mà một phần là thảm họa tại Hartmannswillerkopf, đã thể hiện sự khó khăn của phe Hiệp Ước trong cuộc chiến.